# Furs de València
Els Furs de València i, per extensió, Furs de la Ciutat i Regne de València o, simplement, els Furs valencians, foren una de les fonts de dret pròpies del Regne de València. Tot i la importància dels furs de València, aquests no eren els únics furs aplicats al Regne de València, especialment en les baronies i altres dominis dels senyors aragonesos que havien participat en la conquesta de València i els seus descendents, on s'aplicaven els furs d'Aragó. Aquesta disparitat de furs desaparegué a les Corts de Montsó (1626) en la llei XXVII segons una petició dels tres braços, que totes les poblacions del regne es regissin pel fur general, sense poder al·legar mai haver estat aforades al d'Aragó.
Els furs de València foren aplicats durant més de quatre segles, des del 1261, quan Jaume I els va jurar i promulgar, durant la reunió de les Corts Valencianes el mateix any, fins al 1707, després de la derrota d'Almansa (25 d'abril) i el consegüent Decret de Nova Planta del Regne de València, l'estiu del mateix any. La importància de l'obra ha propiciat l'edició de diverses edicions facsímils. Inicialment els furs solament eren normes de València però passaren a estendre's al Regne de València.

## Naixement
Els furs s'originen en el costum, sèrie de normes de la vida comuna i ordenació de la ciutat de València, que es van creant adaptant (però separadament) de les normes aragoneses (furs d'Aragó) i les normes del Principat de Catalunya (els Costums de Lleida i els Usatges de Barcelona). També s'incorpora als costums (o almenys no es deroga) un tribunal instaurat pels regnes moros, el Tribunal de les Aigües de València. El primer costum va ser promulgat per Jaume el Conqueridor poc després de la conquesta de la ciutat de València i el començament de 1240 i va conferir jutges civils i criminals, així com la cambra dels jurats de València, a la València acabada de conquerir. Aquesta creació de lleis pròpies per a València va ser en contra de la voluntat de la noblesa aragonesa, que volia estendre els Furs d'Aragó a València.
És el 1251 quan, inspirat pel nom dels furs d'Aragó, es comença a parlar dels costums com a furs, després de l'ordre reial de recollir totes les normes que s'havien promulgat en els primers anys de la València cristiana. Aquest any, Jaume I ordena que els jutges s'atinguen als furs.
El 7 d'abril de 1261, a València, i reunides per primera vegada les Corts Valencianes, Jaume I jura els furs de València.
A més, l'11 d'abril promulga un privilegi al nou Regne, pel qual tots els successors del monarca també hauran de signar-los a València, en un mes del començament del seu regnat.

## Acceptació i extensió dels furs

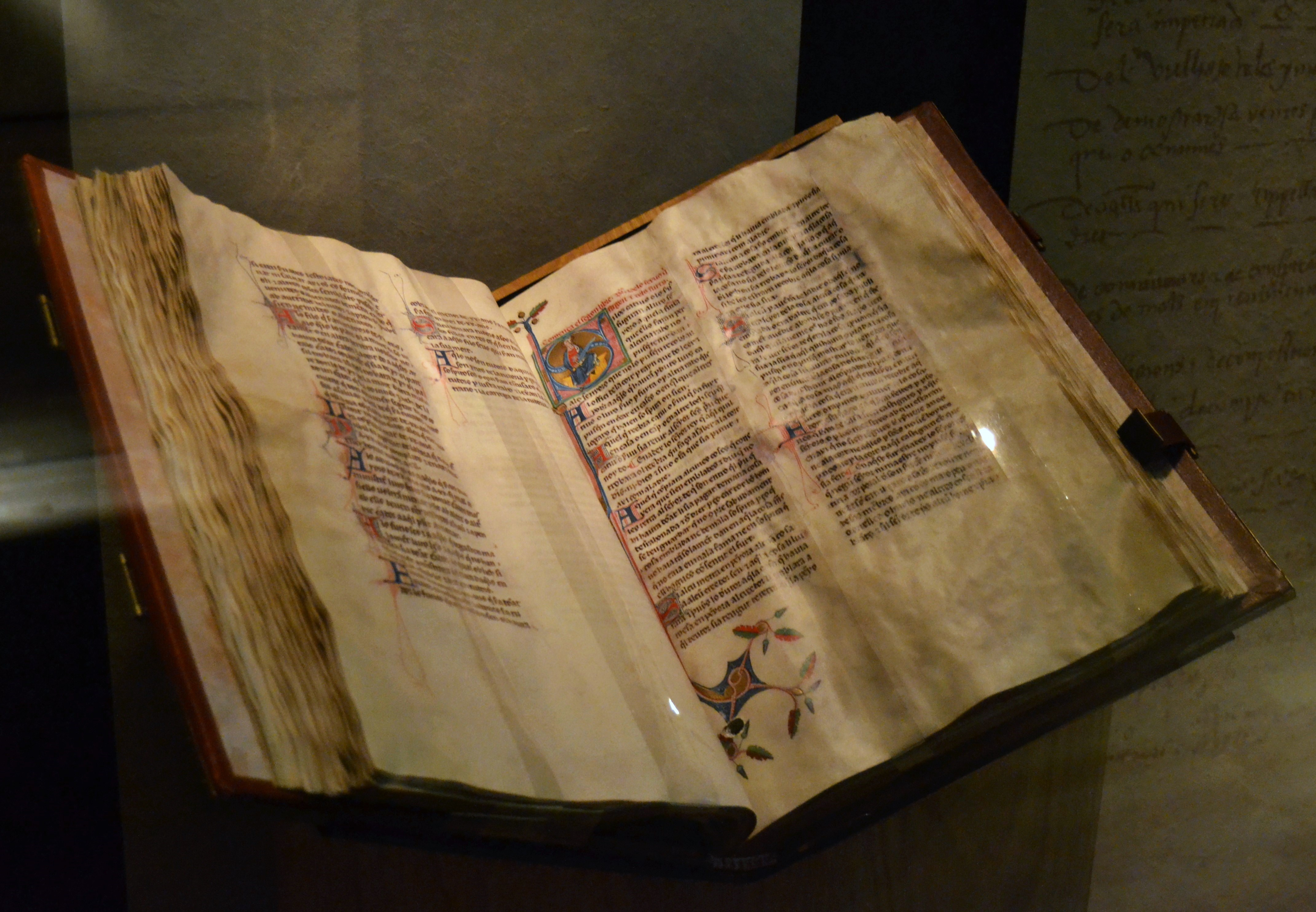
Còdex dels Furs de València de 1329.

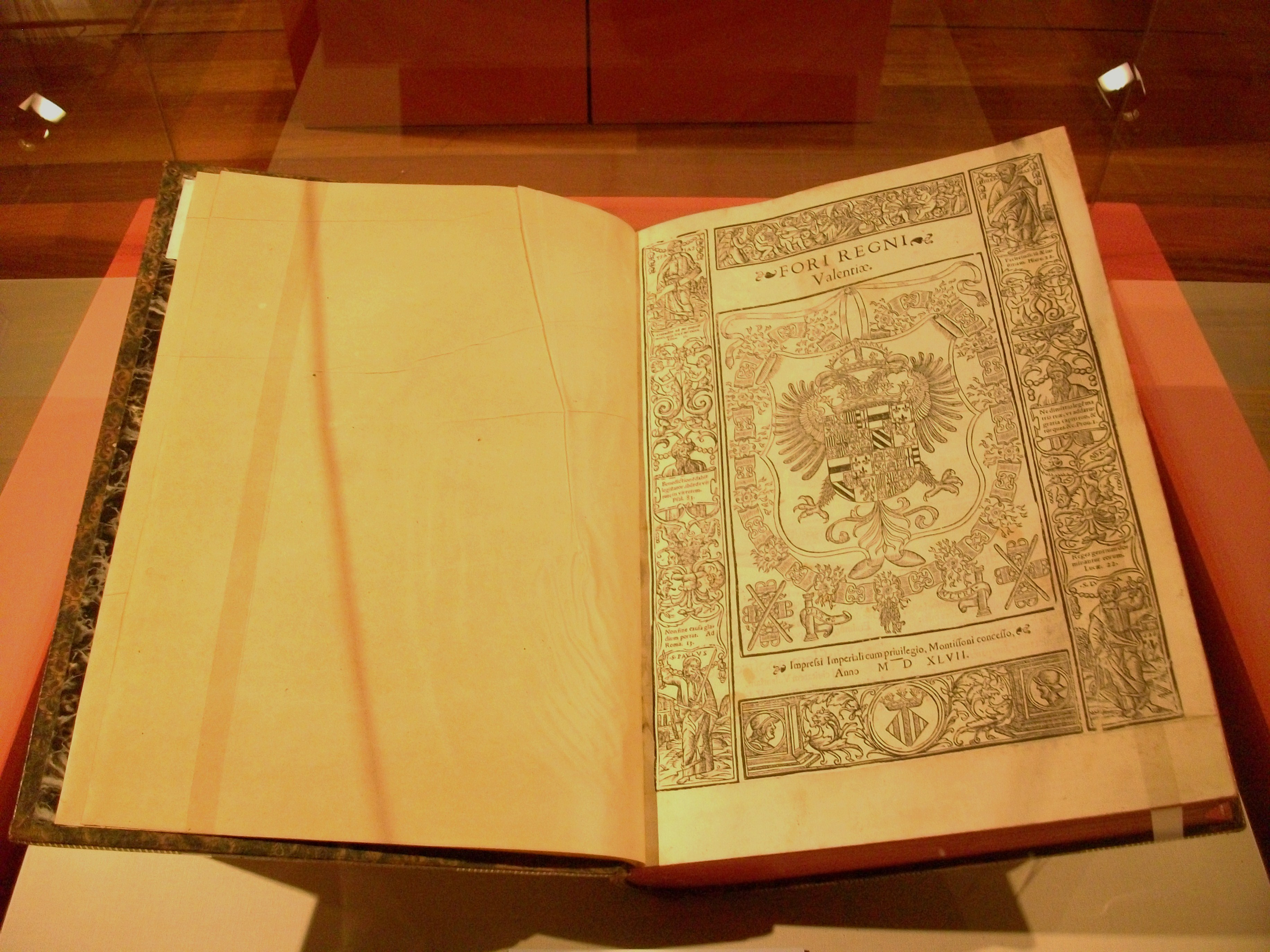
Edició dels Furs valencians de 1547

El jurament dels furs per Jaume I i per altres reis de la Corona aragonesa posteriorment, generalment, tenia contraprestacions econòmiques per a la corona. El primer jurament de 1261 el va fer el rei a canvi d'una assignació de 48.000 sous, replegats i donats per la ciutat de València, els llocs i viles de l'Horta de València que pertanyien a clergues i nobles, i les viles de Castelló de la Plana, Vilafamés, Onda, Llíria, Corbera, Cullera i Gandia.
És important aclarir que aquests furs no van ser, inicialment, els furs de tot el Regne de València. És molt destacable l'absència a les corts de 1261 de les viles reials més importants del regne en aquella època, com ho eren Morella, Borriana, Morvedre, Alzira i Xàtiva.
Més concretament, el 1263 els furs aragonesos regien a Cirat (des de 1232), a Morella (des de 1233), a Vallibona (des de 1233), a Vinaròs, Boixar i Fredes (des del 1236), a Vilanova, la Mola Escabirosa, Coratxà, Penya de l'Aranyonal al terme de Castell de Cabres (des del 1237), Castellfort (des del 1233), Borriana (des del 1235), Benicarló (des del 1236), Almassora (des del 1237), La Salzadella i Lludient (des del 1238), i Benassal, Albocàsser, Catí, Castell de Cabres i Riu de Truites (des del 1239).
També el 1263, els Costums de Lleida regien a Càlig (des del 1234), Cervera (des del 1235), Rossell i Sant Mateu (des del 1237), Vilafamés i Vinaròs (des del 1240), i Cabanes (des del 1241).
Eixe mateix 1263, els Usatges de Barcelona regien a Castell de Xivert (des del 1225), Montcada (des del 1245) i Benialcàdim d'Almenara (des del 1238).
Com a mostra de l'interés de Jaume I en els furs, el 1270, Jaume I torna a ordenar que els jutges no s'atinguen als decrets sinó als furs. El 1271, tornà a confirmar els furs, intentant deixar clara la seua voluntat de consolidació del nou regne. També als que s'hi adheriren, el rei condonaria alguns deutes pendents.
Un fet molt important per a la consolidació dels furs va ser el fet que Pere el Gran (Pere I de València), rei de València, fill de Jaume I, jurara també els furs el 1277, a la seua coronació. Però tingué un impacte important el fet que Pere fóra excomunicat pel Papa, fet que aparella la potestat dels regnes de trencar el tribut de vassallatge. Això va ser aprofitat per Catalunya i Aragó, però, especialment, per València, per a reforçar els seus furs i privilegis. De fet, el 1283, en el Privilegium Magnum, el rei no podrà imposar nous imposts sense aprovació de les Corts. A més, a València li és atorgada la potestat de nomenar Cònsols, potestat que, fins ara, només tenia Barcelona. Això seria el naixement del Consolat de Mar de València.
Amb el temps, malgrat l'oposició de part de la noblesa als Furs de València, i amb el risc que a la resta del territori es pogueren aplicar els furs d'Aragó, la corona i les corts valencianes, van anar poc a poc consolidant els furs de València com a normes per tot el territori del Regne de València. De fet, en les Corts Valencianes de 1329 va ser quan Borriana i Vila-real acceptaren els Furs de València i s'incorporaren a les Corts Valencianes. Fins aquells moments havien estat sotmeses als furs aragonesos.

## El jurament dels Furs

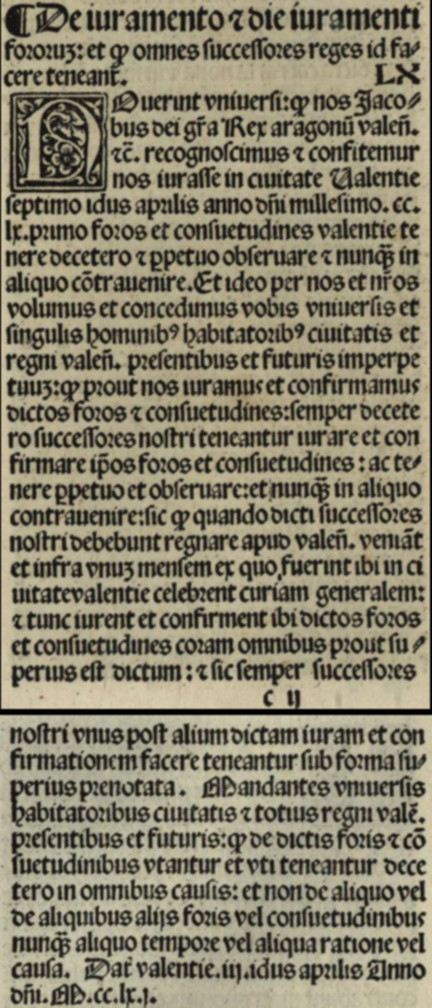
Aureum Opus Regalium Privilegiourum Civitatis et Regni Valentiae, cum historia christianissimi regis Iacobi ipsius primi conquistatori. Privilegia LX

L'obligació de jurar els Furs de València a l'inici de cada nou regnat fou establida per Jaume I en les primeres Corts que va celebrar als valencians, les de l'any 1261. Donada la precarietat documental del període no hi ha cap document que testimonie el jurament dels Furs per Jaume I el 7 d'abril, però a un diploma de l'11 d'abril del mateix any, 1261, el monarca afirma que havia efectuat l'esmentat jurament i prometia que els seus successors ho farien també en accedir al tron. Aquesta confirmació documental s'hi troba al llibre
«Aureum Opus Regalium Privilegiourum Civitatis et Regni Valentiae, cum historia christianissimi regis Iacobi ipsius primi conquistatori» de Lluís Alanyà de 1515:
| « | Noverint universi. Quod nos Jacobus, Dei gratia Aragonum, Valentie, etc. Recognoscimus et confitemur nos jurasse in civitate Valentie, septimo idus aprilis, anno Domini millessimo CC LX primo, foros et consuetudines Valentie tenere de cetero et perpetuo observare et nunquam in aliquo contravenire. Et ideo per nos et nostros volumus et concedimus vobis, universis et singulis hominibus habitatoribus civitatis et regni Valentie, presentibus et futuris, imperpetuum, quod prout nos juramus et confirmamus dictos foros et consuetudines, semper de cetero successores nostri teneantur jurare et confirmare ipsos foros et consuetudines, actenere perpetuo et observare, et nunquam in aliquo contravenire, sic quod, quando dicti successores nostri debebunt regnare, apud Valentiam veniant et infra unum mensem, ex quo fuerint ibi in civitate Valentie, celebrent curiam generalem, et tunc jurent et confirment ibi dictos foros et consuetudines coram omnibus, prout superius est dictum, et sic semper successores nostri, unus post alium, dictam juram et corfimationem facere teneantur sub forma superius prenotata. Mandantes universis habitatoribus civitatis et totius regni Valentie, presentibus et futuris, quod de dictis foris et consuetudinibus utantur et uti teneantur de cetero in omnibus causis, et non de aliquo vel de aliquibus aliis foris vel consuetudinibus nunquam aliquo tempore vel aliqua ratione vel causa. Datum Valentie, III idus aprilis anno Domini M CC LXI. | » |

## El conflicte de 1333
El 1333, el rei Alfons III el Benigne, influït per la seua segona muller, Leonor, va donar els senyorius de Xàtiva, Alzira, Morvedre, Alacant, Morella, Castelló de la Plana i Borriana a l'infant Fernando (fill de Leonor), cosa que infringia una promesa feta davant de les Corts els anys 1329 i 1330. Alguns nobles valencians, en particular els que defenien d'antuvi l'aplicació dels furs aragonesos, van donar suport a la mesura. En canvi, d'altres nobles, com ara Ot de Montcada i el poble pla van reaccionar en contra de la decisió i en defensa dels furs valencians. Francesc de Vinatea, el jurat en cap de València, va defendre amb vehemència els furs, davant del rei i de Leonor. Del parlament ferm de Francesc de Vinatea, el rei va reconsiderar la decisió, anul·lant la donació, irritant a la seua muller, però calmant el poble que havia pres el carrer.

## Abolició
Els Decrets de Nova Planta van ser promulgats el 1707 per Felip V, després que la major part del Regne de València haguera donat suport a l'Arxiduc Carles en la Guerra de Successió. Els decrets van significar la fi de tot el sistema legislatiu i polític valencià: començant pels mateixos furs valencians i les corts valencianes, substituït per les lleis i règim polític del Regne de Castella. Els funcionaris es nomenaven des de Madrid, el valencià va estar prohibit com a llengua de l'administració, de l'ensenyament i de la predicació. Açò finalitzava amb quasi 500 anys d'autogovern dels valencians.

## Institucions i càrrecs forals
- Corts forals valencianes
- Diputació del General del Regne de València
- Lloctinent General del Regne de València
- Governadors Generals al Regne de València
- Reial Audiència de València
- Batles generals al Regne de València
- El Justícia del Regne de València
- Consell General de València
- Mestre Racional del Regne de València
- Arxiu del Regne de València
- Síndic de València
- Jurat en cap del Regne de València
- Jurats de València
- Mostassaf
- Pare d'òrfens
- Tribunal de les Aigües de València
- Fàbrica de Murs i Valls